# Earias anthophilana
Earias anthophilana är en fjärilsart som beskrevs av Pieter Cornelius Tobias Snellen 1879. Earias anthophilana ingår i släktet Earias och familjen trågspinnare. Inga underarter finns listade i Catalogue of Life.